# Francisco Magalhães Gomes
Francisco de Assis Magalhães Gomes (Ouro Preto, 16 de janeiro de 1906 - Belo Horizonte, 17 de julho de 1990) foi um engenheiro, físico, professor e historiador brasileiro.

## Biografia
Em 1928, formou-se como engenheiro civil e de minas na Escola Nacional de Minas e Metalurgia de Ouro Preto, ganhando o prêmio de viagem à Europa como aluno laureado de sua turma. Entre 1933 e 1938, trabalhou como engenheiro na Prefeitura de Belo Horizonte e, a partir de 1933, foi professor de física do Curso Anexo da Faculdade de Medicina pois desde seus tempos de estudante e por incentivo de seu pai - o médico, botânico e químico Francisco de Paula Magalhães Gomes — resolvera se dedicar ao ensino e pesquisa da física. Em 1938, por concurso público, assumiu as cátedras de física da Escola de Minas de Ouro Preto e da Escola de Engenharia da UFMG. Em 1939, participou do grupo de professores e intelectuais que fundou a Faculdade de Filosofia Ciências e Letras, inicialmente uma instituição privada, depois integrada à UFMG em 1947, onde organizou seu Departamento de Física. Magalhães Gomes provocou uma grande atualização e modernização do ensino e pesquisa da física em Minas Gerais, promoveu o intercâmbio com instituições nacionais e internacionais, incentivando alunos e colaboradores a se especializarem no exterior. Revelou que, para isso, recebeu influência indireta e se inspirou na conduta do destacado físico Gleb Wataghin, de origem russo-italiana, que viera de Turim, em 1934, para organizar o Departamento de Física da Faculdade de Filosofia, Ciências e Letras da Universidade de São Paulo. Wataghin foi professor de importantes físicos brasileiros, que se tornaram colegas próximos de Francisco Magalhães Gomes, entre os quais Marcelo Damy de Souza Santos, Abrahão de Morais e Paulus Aulus Pompeia.
Em 1952, diante das perspectivas de desenvolvimento das aplicações pacíficas da energia nuclear, Magalhães Gomes liderou a organização do Instituto de Pesquisas Radioativas (IPR), da Escola de Engenharia da UFMG, que foi uma instituição pioneira no desenvolvimento da pesquisa nuclear no Brasil. Esta iniciativa contou com o decidido apoio técnico e financeiro do Conselho Nacional de Pesquisas (CNPq), por meio de seu primeiro presidente, almirante Álvaro Alberto, e de seu diretor científico, o físico Joaquim da Costa Ribeiro, professor da Faculdade Nacional de Filosofia. De acordo com o depoimento do cientista José Israel Vargas, ex-professor de química superior da UFMG e ex-ministro da Ciência e Tecnologia, o IPR “foi o primeiro do país dedicado inteiramente à pesquisa em energia nuclear, o que incluía a prospecção de minérios radioativos, estudos de física, metalurgia e materiais”.
Poucos anos depois, ele dirigiu a equipe que instalou, no campus da UFMG (onde foi construída a sede do IPR) o reator nuclear de pesquisas Triga, adquirido da empresa estadunidense General Atomics, com apoio técnico e científico da Comissão Nacional de Energia Nuclear (CNEN) e financeiro do governo de Minas Gerais. O reator Triga, inaugurado em 1960, foi o segundo reator nuclear de pesquisa instalado no país. No discurso de inauguração do reator, Magalhães Gomes salientou o significado desenvolvimentista da iniciativa, afirmando que o país poderá "ter um desenvolvimento extremamente mais rápido do que o que tivemos até hoje se soubermos aproveitar dos imensos recursos que a ciência e tecnologia puseram à disposição do homem". Posteriormente, durante o governo Geisel, o IPR foi desligado da UFMG e incorporado à Nuclebrás com o nome de Centro de Desenvolvimento da Tecnologia Nuclear (CDTN), medida que, à época, foi criticada por Magalhães Gomes, que defendia sua permanência na UFMG e que, mais tarde declarou: “ A intervenção se deu no governo Geisel (…) A Universidade Federal de Minas Gerais fez todos os esforços para demover o presidente da República. (…) Os militares têm mania de se dizerem mais nacionalistas do que os civis”.
Magalhães Gomes também se empenhou na luta pela transformação da UFMG em uma universidade moderna e com os vários ramos do saber integrados e para que ela não fosse, segundo suas próprias palavras, “uma congérie de escolas sem maior ligação umas com as outras”. Trabalhou, entre outros, com os reitores Mendes Pimentel e Pires e Albuquerque e, já nos anos sessenta, em meio às discussões sobre a reforma universitária, adotou publicamente posição de apoio ativo à reforma, contra a instituição da cátedra, pelo regime de tempo integral dos docentes, em favor da criação dos institutos centrais e pela democratização das decisões no âmbito da Universidade. Participou intensamente do grupo que organizou o Instituto de Ciências Exatas (ICEx) no campus da UFMG, que reuniu as áreas de física, química e matemática e, posteriormente, estatística e ciência da computação, sendo, de 1968 a 1972, seu primeiro diretor.
De 1955 a 1957, integrou o Conselho Deliberativo do Conselho Nacional de Pesquisas (CNPq), nomeado pelo presidente Café Filho e, a partir de  1962, foi membro efetivo da Comissão Nacional de Energia Nuclear, nomeado pelo presidente João Goulart. À época, a CNEN procurava desenvolver um projeto de reator nuclear brasileiro, sob a liderança de seu presidente, o físico Marcello Damy de Souza Santos, projeto que foi esvaziado com o golpe militar de 1964 e o afastamento de Marcello Damy da CNEN. Em 1965, Magalhães Gomes pediu demissão de membro da CNEN por discordar dos rumos da política nuclear e em protesto à perseguição a cientistas por parte do novo regime.
Foi membro titular da Academia Brasileira de Ciências desde 1951 e da Academia Mineira de Letras, eleito em novembro de 1982 devido a seu perfil de humanista e amante da literatura.
Publicou “História da Siderurgia no Brasil” (Editora Itatiaia/Ed. Universidade de São Paulo, 1983) e “A Eletrificação no Brasil”, em 1986, sob o patrocínio da Eletropaulo- Eletricidade de São Paulo S.A., na série História e Energia.
Foi agraciado com a "Medalha Carneiro Felipe", concedida pela Comissão Nacional de Energia Nuclear (CNEM), em 1973, "pela sua relevante contribuição ao desenvolvimento de aplicações pacíficas da energia nuclear". Em junho de 1986, recebeu do governo da França a "Ordre des Palmes Académiques" pelos serviços prestados à cultura francesa.
Faleceu em Belo Horizonte em 17 de julho de 1990, aos 84 anos. Era casado com Maria Clara Birchal Magalhães Gomes, com quem teve treze filhos.
Em 2006, ano do centenário de seu nascimento, a Universidade Federal de Minas Gerais publicou o livro "Humanismo e Ciência para Francisco de Assis Magalhães Gomes", contendo vários artigos de sua autoria, notadamente sobre vultos universais da história da ciência e depoimentos de colegas e colaboradores. No mesmo ano, o Centro de Desenvolvimento da Tecnologia Nuclear (CDTN) o homenageou com a realização do simpósio "Átomos para o Desenvolvimento".Posteriormente, os estudantes do Instituto de Ciências Exatas (ICEx) da UFMG também o homenagearam ao dar seu nome ao Diretório Acadêmico.